# Golfo de İskenderun

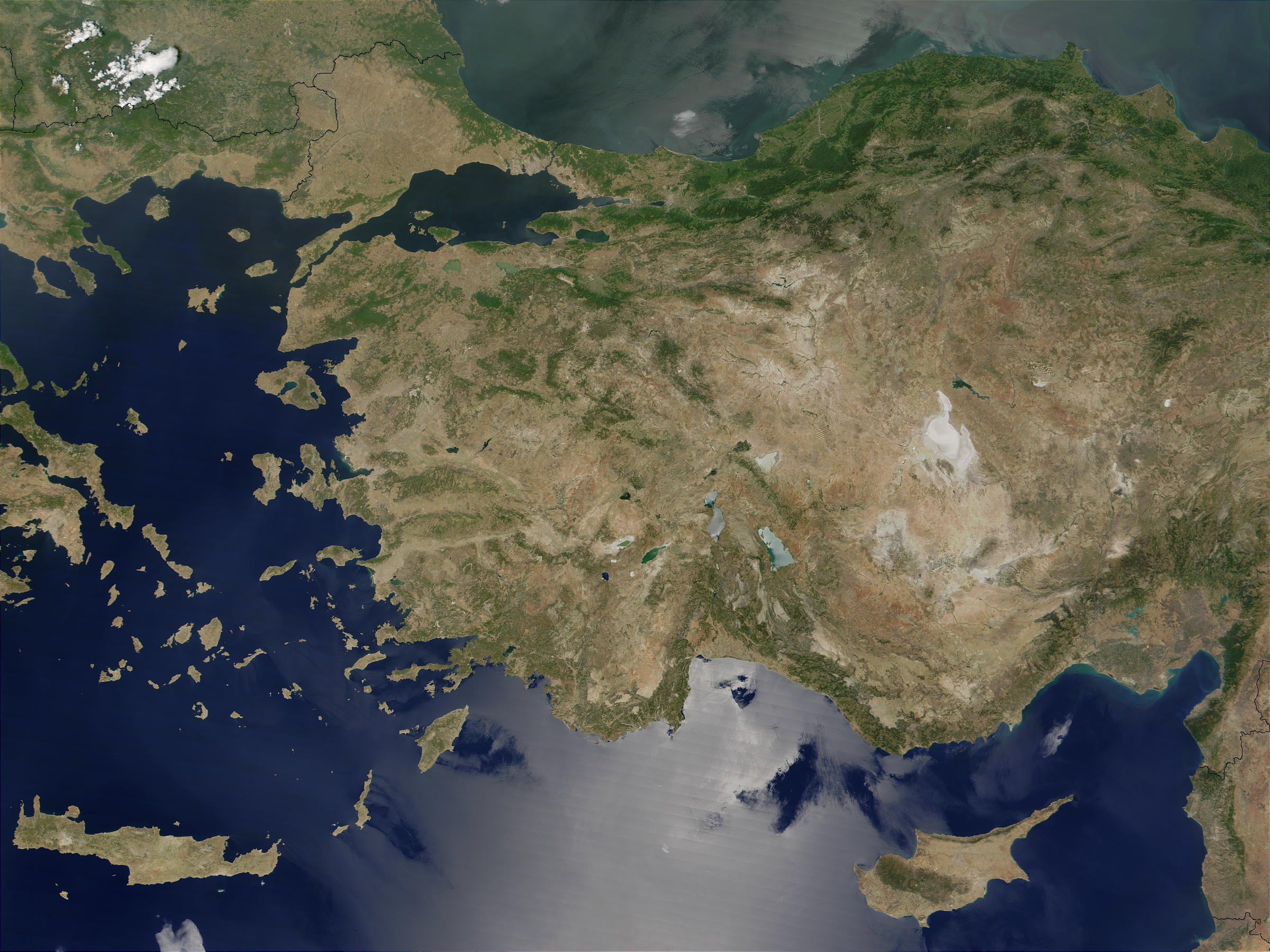
Fotografia de satélite de grande parte da Turquia com o golfo de İskenderun no canto inferior direito

O golfo de İskenderun (em turco: İskenderun Körfezi) ou golfo de Alexandreta é uma baía do mar Mediterrâneo oriental, na costa sul da Turquia, perto da fronteira Síria-Turquia.
A costa oriental do golfo faz parte da província de Hatay, onde fica a cidade de İskenderun (Alexandreta), enquanto a costa norte faz parte da província de Adana.